# 鄭石勇
鄭石勇（韓語：정석용，1970年12月31日—）或譯鄭碩溶，韓國男演員。

## 影視作品

### 電視劇
- 2002年：SBS《大望》飾演 段嘉天
- 2004年：KBS《OH!必勝奉順英》
- 2008年：MBC《貝多芬病毒》飾演 朴赫權
- 2009年：MBC《穿透屋頂的High Kick》飾演 申達鎬
- 2009年：MBC《HERO》飾演 車滿秀
- 2010年：SBS《濟眾院》飾演 李癨
- 2010年：SBS《我是傳說》
- 2011年：OCN《吸血鬼檢察官》（特別出演）
- 2011年：SBS《樹大根深》飾演 石三
- 2011年：SBS《千日的約定》
- 2012年：MBC《The King 2 Hearts》飾演 上校
- 2012年：MBC《黃金時刻》飾演 池韓久
- 2012年：JTBC《無子無憂》飾演 公寓警衛（特別出演）
- 2012年：MBC《想你》飾演 重案組組長
- 2013年：SBS《出生的祕密》飾演 泰萬
- 2013年：MBC《女王的教室》飾演 具子松
- 2013年：SBS《奇怪的保姆》飾演 申正滿
- 2013年：MBC《帝王之女守百香》飾演 洪林
- 2013年：MBC《韓國小姐》飾演 吳雄尚
- 2014年：MBC《Hotel King》飾演 高山
- 2014年：tvN《未生》飾演 姜民慶
- 2015年：KBS《Blood》飾演 李浩勇
- 2015年：JTBC《為純情著迷》飾演 盧英培
- 2015年：SBS《離婚律師戀愛中》飾演 李在吉
- 2015年：MBC《夜行書生》飾演 崔道甲
- 2015年：SBS《龍八夷》飾演 麻醉師
- 2015年：SBS《六龍飛天》飾演 路人
- 2016年：tvN《Signal》飾演 吳京泰
- 2016年：KBS《雲畫的月光》飾演 頭領
- 2017年：KBS《金科長》飾演 高萬根
- 2017年：OCN《隧道》飾演 金醫生
- 2017年：MBC《守望者》飾演 南炳才
- 2017年：OCN《Black》飾演 奉萬錫
- 2017年：tvN《復仇者社交俱樂部》飾演 白英表
- 2018年：KBS《我們遇見的奇蹟》飾演 陸方宇
- 2018年：KBS《你的管家》飾演 趙組長
- 2019年：tvN《會讀心術的那小子》飾演 尹太河
- 2019年：tvN《阿斯達年代記》飾演 列孫
- 2019年：MBC《沒有第二次》飾演 崔萬浩
- 2020年：JTBC《優雅的朋友們》飾演 朴春福
- 2020年：MBC《愛我的間諜》飾演 姜泰龍
- 2021年：Netflix《Move to Heaven：我是遺物整理師》飾 樹木爸爸
- 2021年：tvN《Mouse》飾演 禹在弼
- 2021年：TVING《酒鬼都市女人們》
- 2021年：JTBC《具景伊》飾演 金部長
- 2022年：MBC《現在開始是Showtime！》飾演 南尚君[3]
- 2022年：ENA《非常律師禹英禑》飾演 董同三
- 2022年：KakaoTV《偶然的田園日記》飾演 黃萬成
- 2023年：Netflix《D.P：逃兵追緝令2》饰演 吴民宇
- 2023年：tvN《阿斯達年代記：阿拉姆恩之劍》飾演 列孫[4]
- 2024年：tvN《和我老公結婚吧》飾演 姜賢謀（特別出演）[5]
- 2024年：tvN《魅惑之人》飾演 世東[6]
- 2024年：tvN《她的日與夜》飾演 李微進爸爸[7]
- 2024年：tvN《The Auditors監察》飾演 裴英識[8]
- 2024年：SBS《來自地獄的法官》飾演 柳洪哲
- 2025年：JTBC《協商的技術》飾演 吳治榮

### 電影
- 2001年：《武士》
- 2003年：《英語完全征服》
- 2004年：《孟父三遷之教》
- 2005年：《王的男人》
- 2006年：《同伙》
- 2006年：《廣播明星》
- 2006年：《中天》
- 2006年：《愛在那年盛夏》
- 2007年：《搖滾明星夢》
- 2008年：《發球線上》
- 2008年：《我的新拍檔》
- 2009年：《百萬生存遊戲》
- 2009年：《第四課時推理領域》
- 2010年：《難兄難弟》
- 2011年：《平壤城》
- 2011年：《我的黑色小禮服》
- 2011年：《阳光姐妹淘》
- 2012年：《少年犯》
- 2013年：《Running Man》
- 2013年：《全國歌唱比賽》
- 2014年：《徬徨之刃》
- 2015年：《環遊世界》
- 2015年：《儲物櫃女孩》
- 2015年：《思悼》
- 2015年：《世界盡頭的愛》
- 2016年：《我的新野蠻女友》
- 2016年：《屍速列車》飾演 火車駕駛
- 2016年：《失控隧道》
- 2016年：《國家代表2》
- 2016年：《奧萊》
- 2017年：《女教師》
- 2017年：《七年之夜》
- 2017年：《我只是個計程車司機》
- 2022年：《20世紀少女》飾演 寶拉的父親
- 2024年：《最后期限》[9]
- 待定：《鄭家牧場》饰演 里长
- 待定：《终极对弈》

### 綜藝
- 2019年：EBS1《要搭话吗？东南亚生活体验》

## 獲獎列表
| 年份   | 頒獎典禮              | 獎項          | 作品                 |
| 2020年 | SBS演藝大賞           | Best couple獎 | 《我家的熊孩子》     |
| 2023年 | 第9屆APAN Star Awards | 男子演技獎    | 《D.P：逃兵追緝令2》 |

## 外部連結
- 鄭石勇在NAVER上的资料
- 鄭石勇在Daum上的资料
- 鄭石勇在韩国电影数据库（KMDb）上的資料（韓語）